# Aeropuerto Internacional de Pointe-à-Pitre
El Aeropuerto Internacional Pointe-à-Pitre o Aeropuerto Pointe-à-Pitre - Le Raizet (IATA: PTP, OACI: TFFR), también conocido como Aéroport Guadeloupe Pôle Caraïbes en francés, es un aeropuerto localizado en Abymes, cerca de Pointe-à-Pitre, Guadalupe. Es el aeropuerto principal de Air Caraïbes y está localizado a 3 km de la ciudad. Es el aeropuerto más grande de los tres aeropuertos que hay en las islas.
La pista 11/29 es la pista más larga de todas las que hay en el Caribe, capaz de acoger a aviones tan grandes como el A380 tanto en despegue como en aterrizaje, sin ningún problema.
Este aeropuerto es también uno de los mejores de las Antillas. Fue elegido como el mejor destino de 2007.
En 2007, el aeropuerto transportó a 2.5 millones de pasajeros. Es uno de los aeropuertos con más movimientos de las Pequeñas Antillas.
El aeropuerto fue también uno de los primeros en acoger el primer prototipo del A380 en la segunda semana de enero de 2006, durante 2 días. Ese mismo año, el aeropuerto celebró su 40 aniversario.

## Aerolíneas y destinos

### Pasajeros
| Aerolíneas            | Destinos |
| --------------------- | --- |
| Air Antilles          | Fort-de-France, San Bartolomé, San Martín (SFG)                                                                                     |
| Air Canada            | Montreal–Trudeau Estacional: Toronto–Pearson (inicia el 20 de diciembre de 2025)                                                    |
| Air Caraïbes          | Fort-de-France, París–Orly, San Martín (SFG)                                                                                        |
| Air France            | Cayenne, Fort-de-France, Miami, París–Charles de Gaulle, París–Orly, Puerto Príncipe Estacional: Montreal–Trudeau, San Martín (SXM) |
| Air Transat           | Estacional: Montreal–Trudeau, Quebec (inicia el 18 de febrero de 2026)                                                              |
| American Eagle        | Miami |
| Caribbean Airlines    | Barbados, Castries, Dominica–Douglas-Charles, Puerto España                                                                         |
| Corsair International | París–Orly Estacional: Burdeos, Nantes (inicia el 16 de diciembre de 2025)                                                          |
| Neos                  | Estacional: Milán-Malpensa, Roma-Fiumicino                                                                                          |
| Sky High              | Santo Domingo–Las Américas |
| St Barth Commuter     | San Bartolomé |
| St Barth Executive    | San Bartolomé |
| Sunrise Airways       | Antigua, Dominica–Douglas-Charles, Puerto Príncipe, Santo Domingo–Las Américas                                                      |

### Destinos internacionales
| Ciudades por país         | Nombre del aeropuerto                              | Aerolíneas                                                             |              |              |
| Norteamérica              | Norteamérica                                       | Norteamérica                                                           | Norteamérica | Norteamérica |
| ------------------------- | -------------------------------------------------- | ---------------------------------------------------------------------- | ------------ | ------------ |
| Canadá                    |                                                    |                                                                        |              |              |
| Montreal                  | Aeropuerto Internacional Pierre Elliott Trudeau    | Air Canada / Air France (Estacional) / Air Transat (Estacional)        |              |              |
| Quebec                    | Aeropuerto Internacional Jean-Lesage de Quebec     | Air Transat (Estacional) (inicia el 18 de febrero de 2026)             |              |              |
| Toronto                   | Aeropuerto Internacional Toronto Pearson           | Air Canada (Estacional) (inicia el 20 de diciembre de 2025)            |              |              |
| Estados Unidos            |                                                    |                                                                        |              |              |
| Miami                     | Aeropuerto Internacional de Miami                  | Air France / American Eagle                                            |              |              |
| Centroamérica y El Caribe |                                                    |                                                                        |              |              |
| Antigua y Barbuda         |                                                    |                                                                        |              |              |
| Saint John                | Aeropuerto Internacional V. C. Bird                | Sunrise Airways                                                        |              |              |
| Barbados                  |                                                    |                                                                        |              |              |
| Bridgetown                | Aeropuerto Internacional Grantley Adams            | Caribbean Airlines                                                     |              |              |
| Dominica                  |                                                    |                                                                        |              |              |
| Roseau                    | Aeropuerto Douglas–Charles                         | Caribbean Airlines / Sunrise Airways                                   |              |              |
| Haití                     |                                                    |                                                                        |              |              |
| Puerto Príncipe           | Aeropuerto Internacional Toussaint Louverture      | Air France / Sunrise Airways                                           |              |              |
| Martinica                 |                                                    |                                                                        |              |              |
| Fort-de-France            | Aeropuerto Internacional de Martinica Aimé Césaire | Air Antilles / Air Caraïbes / Air France                               |              |              |
| República Dominicana      |                                                    |                                                                        |              |              |
| Santo Domingo             | Aeropuerto Internacional Las Américas              | Sky High / Sunrise Airways                                             |              |              |
| San Bartolomé             |                                                    |                                                                        |              |              |
| San Bartolomé             | Aeropuerto Gustaf III                              | Air Antilles / St Barth Commuter / St Barth Executive                  |              |              |
| San Martín                |                                                    |                                                                        |              |              |
| Sint Maarten              | Aeropuerto Internacional Princesa Juliana          | Air France (Estacional)                                                |              |              |
| San Martín                |                                                    |                                                                        |              |              |
| San Martín                | Aeropuerto de Grand-Case Espérance                 | Air Antilles / Air Caraïbes                                            |              |              |
| Santa Lucía               |                                                    |                                                                        |              |              |
| Castries                  | Aeropuerto George F. L. Charles                    | Caribbean Airlines                                                     |              |              |
| Trinidad y Tobago         |                                                    |                                                                        |              |              |
| Puerto España             | Aeropuerto Internacional de Piarco                 | Caribbean Airlines                                                     |              |              |
| Sudamérica                |                                                    |                                                                        |              |              |
| Guayana Francesa          |                                                    |                                                                        |              |              |
| Cayena                    | Aeropuerto de Cayenne-Rochambeau                   | Air France                                                             |              |              |
| Europa                    |                                                    |                                                                        |              |              |
| Francia                   |                                                    |                                                                        |              |              |
| Burdeos                   | Aeropuerto de Burdeos-Mérignac                     | Corsair International (Estacional)                                     |              |              |
| Nantes                    | Aeropuerto de Nantes Atlantique                    | Corsair International (Estacional) (inicia el 16 de diciembre de 2025) |              |              |
| París                     | Aeropuerto de París-Charles de Gaulle              | Air France                                                             |              |              |
| París                     | Aeropuerto de París-Orly                           | Air Caraïbes / Air France / Corsair International                      |              |              |
| Italia                    |                                                    |                                                                        |              |              |
| Milán                     | Aeropuerto de Milán-Malpensa                       | Neos (Estacional)                                                      |              |              |
| Roma                      | Aeropuerto de Roma-Fiumicino                       | Neos (Estacional)                                                      |              |              |

## Estadísticas

### Tráfico anual
Tráfico anual de pasajeros, 2000 - presente
| Año  | Pasajeros | Año  | Pasajeros | Año  | Pasajeros |
| ---- | --------- | ---- | --------- | ---- | --------- |
| 2000 | 2 117 232 | 2010 | 1 948 813 | 2020 | 1,269,864 |
| 2001 | 1 896 044 | 2011 | 2 050 471 | 2021 | 1,279,263 |
| 2002 | 1 805 420 | 2012 | 1 994 575 | 2022 | 2,077,233 |
| 2003 | 1 761 455 | 2013 | 2 033 763 | 2023 | 2,151,369 |
| 2004 | 1 866 739 | 2014 | 2 029 080 | 2024 | 2,149,887 |
| 2005 | 1 836 490 | 2015 | 2 089 763 | 2025 |           |
| 2006 | 1 861 362 | 2016 | 2 253 284 | 2026 |           |
| 2007 | 1 960 912 | 2017 | 2 361 173 | 2027 |           |
| 2008 | 2 020 042 | 2018 | 2 446 234 | 2028 |           |
| 2009 | 1 839 786 | 2019 | 2 488 782 | 2029 |           |